# Jon Davison (Musiker)
Jon Davison (* 16. Januar 1971 in Laguna Beach, Kalifornien) ist ein US-amerikanischer Sänger, Musiker und Songwriter, der seit 2012 Leadsänger der Progressive-Rock-Band Yes ist.
Vor seiner Zeit bei Yes war er von 2009 bis 2014 Leadsänger der Progressive-Rock-Band Glass Hammer und von 1993 bis 2016 Bassist von Sky Cries Mary, wo er unter seinem Spitznamen „Juano“ Davison auftrat. Im Jahr 2020 gründete er zusammen mit seinem Yes-Kollegen Billy Sherwood eine neue Band, Arc of Life, die im folgenden Jahr ihr gleichnamiges Debütalbum und 2022 ihr zweites Album veröffentlichte. Davison arbeitet auch regelmäßig mit seinem Schwiegervater John Lodge zusammen.

## Karriere

### Jugend
Davisons erste musikalische Beschäftigung begann, als er im von seiner Mutter geleiteten Jugendchor der Kirche sang. Schon in jungen Jahren vermittelte sie ihm eine Wertschätzung für Musik und eine Liebe zum Singen. Bald darauf begann er, Gitarre und Bass zu spielen, was ihn schließlich während der High School dazu brachte, mit seinem besten Freund, Taylor Hawkins (der später Schlagzeuger bei den Foo Fighters war), in verschiedenen Bands aufzutreten. Es war Hawkins, der Jon den Spitznamen „Juano“ gab, der ihm bis heute geblieben ist.

### Sky Cries Mary
Davison besuchte dann das Art Institute of Seattle, um Audio- und Videoproduktion zu studieren, wo er Bassist der Gruppe Sky Cries Mary wurde. In den 1990er Jahren tourte er weiterhin mit der Band. Dazu gehörten Reisen nach Japan und Auftritte in Late-Night-Talkshows wie Late Night with Conan O’Brien und The Daily Show.
Im Jahr 2001 zogen Davison und seine damalige Frau Maewe für ein Jahr in ihre Heimat Brasilien. Während ihres Aufenthalts dort spielte Davison Bass mit Ronald Augusto.

### Glass Hammer
Während er noch Mitglied von Sky Cries Mary war, trat Davison auch der inzwischen aufgelösten Yes-Tributeband Roundabout bei. 2009 entdeckte Glass Hammer Davison online, und bat ihn, der Band beizutreten. Er nahm mit ihnen fünf Alben auf – If, Cor Cordium, Perilous, eine neue Version von The Inconsolable Secret und Ode to Echo. Bei den ersten drei war er Leadsänger und teilte sich diese Rolle aufgrund seiner Engagements bei Yes auf Ode to Echo; anschließend verließ er die Band, um sich auf Yes zu konzentrieren.
Beim Cruise to the Edge-Festival 2018 trat Davison live als Gast mit Glass Hammer auf. Da Glass Hammer während seiner Mitgliedschaft hauptsächlich ein Studioprojekt war, war dies das erste Mal, dass er live mit ihnen auftrat.
Er war Gast auf einem Track des 2022 erschienenen Albums At the Gate von Glass Hammer.

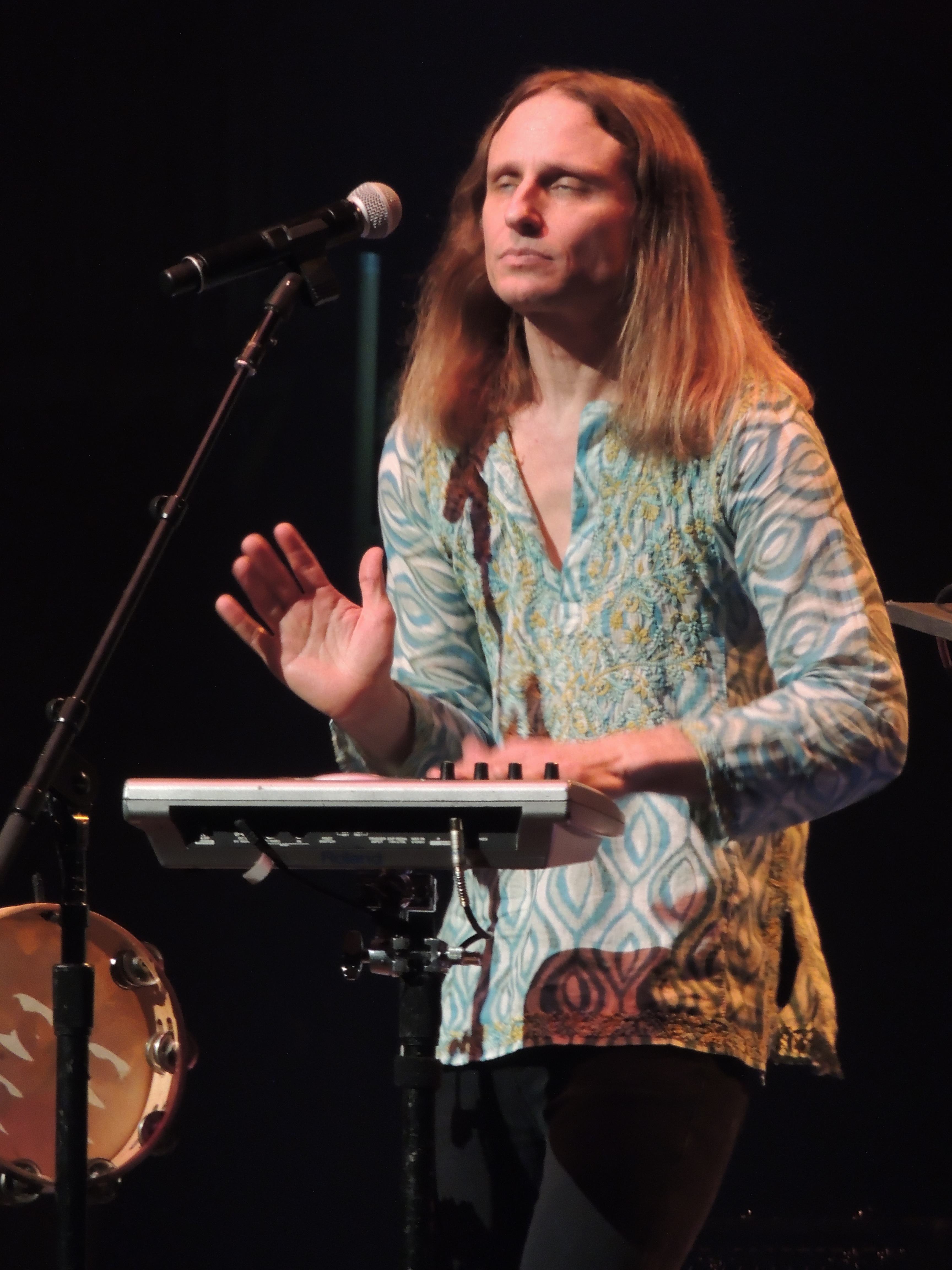
Jon Davison 2013

Im Februar 2012 wurde Davison als neuer Leadsänger von Yes angekündigt. Er ersetzte Benoît David, der die Band krankheitsbedingt verlassen hatte. Die Band hatte schon eine Tour gebucht, als David ausstieg, also fing eine hektische Suche nach einem neuen Leadsänger an, da sie nicht von der Tour zurücktreten wollten.
Davison tourte mit Yes, seit er der Band beigetreten war, und übernahm die Hauptstimme auf dem 2014 erschienenen Studioalbum Heaven & Earth. Er schrieb oder war Co-Autor von sieben der acht Stücke.
Im Juli 2020 gab Davison, dass die Band an ihrem nächsten Album arbeite. Man befinde sich noch in der Anfangsphase der Zusammenstellung von Demos, aber die Band habe Material für ein halbes Album fertig. The Quest, das zweite Studioalbum von Yes mit Davison als Leadsänger, wurde im Oktober 2021 veröffentlicht. Ein neues Album, Mirror to the Sky, wurde im Mai 2023 mit Davison veröffentlicht.

### Projekte mit John Lodge
Im Februar 2019, während der Musikkreuzfahrt Cruise to the Edge, freundete sich Davison an Bord mit John Lodge von den Moody Blues an, als Davison begann, mit Lodges Tochter Emily auszugehen. Davison ist seitdem des Öfteren als zusätzlicher Sänger mit Lodge auf Tour gegangen. Er ist auf Lodges Live-Album The Royal Affair And After zu hören.
Während der Ausgangssperre aufgrund der COVID-19-Pandemie lieferte Davison den Hintergrundgesang für Lodges Single In These Crazy Times. Lodge schrieb und nahm das Lied in seinem Heimstudio auf, und Jon ist neben Johns Sohn Kristian und seiner Frau Kirsten zu hören. Er ist auch Gast auf Lodges Days of Future Passed – My Sojourn (2023).
Im Jahr 2022 hatten Davison und Emily sich verlobt.

### Weitere Projekte
Davison und Schlagzeuger Taylor Hawkins waren seit ihrer Kindheit befreundet. 2015 trat Davison bei einem Konzert der Foo Fighters auf und spielte mit Hawkins, um mit ihnen den Rush-Song Tom Sawyer aufzuführen. Im August 2019 schloss sich Davison einem Konzert der Foo Fighters in Dublin an, um mit Taylor Hawkins den Queen-Song Under Pressure zu singen.

2022 trat Davison bei der Tribute-Show in Los Angeles für den verstorbenen Hawkins auf.
Im Juli 2020 beschrieb Davison ein neues Nebenprojekt mit seinem Yes-Kollegen Billy Sherwood und dem Yes-Tour-Schlagzeuger Jay Schellen namens Arc of Life. Ihr Debütalbum wurde im folgenden Jahr am 12. Februar 2021 veröffentlicht. Mit Sänger Jon Davison, Bassist/Sänger Billy Sherwood, Schlagzeuger Jay Schellen, Keyboarder Dave Kerzner und Gitarrist Jimmy Haun erschien ihr zweites Album Don't Look Down am 18. November 2022.

## Diskografie

### Arc of Life
- Arc of Life (2021) – Leadgesang
- Don't Look Down (2022) – Leadgesang

### Glass Hammer
- If (2010) – Lead- und Hintergrundgesang
- Cor Cordium (2011) – Lead- und Hintergrundgesang, Akustikgitarre
- The Stories of H.P. Lovecraft (2012) – Lead- und Hintergrundgesang auf "Cool Air"
- Perilous (2012) – Lead- und Hintergrundgesang
- The Inconsolable Secret (2013) – Leadgesang
- Ode to Echo (2014) – Lead- und Hintergrundgesang
- Untold Tales (2017) – Lead- und Hintergrundgesang auf "Cool Air", Hintergrundgesang auf "A Grain of Sand"

### Sky Cries Mary
- This Timeless Turning (1993) – Bass
- Moonbathing on Sleeping Leaves (1997) – Bass
- Fresh Fruits for the Liberation (1998) – Bass
- Seeds (1999) – Bass
- Here and Now (2005) – Bass
- Small Town (2007) – Bass
- Space Between the Drops (2009) – Bass
- Taking The Stage: 1997–2005 (2011) – Bass, Perkussion, Akustikgitarre, Hintergrundgesang

### Yes
Studioalben:
- Heaven & Earth (2014) – Lead- und Hintergrundgesang, Gitarre
- The Quest (2021) – Lead- und Hintergrundgesang, Gitarre
- Mirror to the Sky (2023) – Lead- und Hintergrundgesang, Gitarre

Livealben:
- Like It Is: Yes at the Bristol Hippodrome (2014) – Leadgesang, Akustikgitarre, Perkussion, Keyboard
- Like It Is: Yes at the Mesa Arts Center (2015) – Leadgesang, Akustikgitarre, Perkussion, Keyboard
- Topographic Drama – Live Across America (2017) – Leadgesang, Akustikgitarre, Perkussion, Keyboard
- Yes 50 Live (2019) – Leadgesang, Akustikgitarre, Perkussion, Keyboard
- The Royal Affair Tour: Live from Las Vegas (2020) – Leadgesang, Akustikgitarre, Perkussion

### Gastauftritte
- Tales from the Edge: A Tribute to the Music of Yes (2012) – Leadgesang und Tamburin auf "Starship Trooper"
- Absinthe Tales of Romantic Visions von Mogador (2012) – Leadgesang auf "The Sick Rose"
- The Birds of Satan von The Birds of Satan (2015) – Hintergrundgesang auf "Pieces of the Puzzle" und "Raspberries", co-Autor von "Raspberries"
- Citizen von Billy Sherwood (2015) – Leadgesang auf "Written in the Centuries"
- Lost and Found von The Samurai of Prog (2016) – Leadgesang auf "She (Who Must be Obeyed)"
- Chaptersend von Mogador (2017) – Hintergrundgesang auf "Josephine's Regrets"
- "Difference" (single) von Edison's Lab (2018) – Hintergrundgesang
- A Life in Yes—The Chris Squire Tribute (2018) – Leadgesang auf "On the Silent Wings of Freedom" und "Parallels"
- Yesterday and Today – A 50th Anniversary Tribute to Yes von Sonic Elements (2018) – Leadgesang auf "Acoustic Medley"
- Acceleration Theory Part One: AlienA von In Continuum (2019) – Gesang auf "Crash Landing", "Scavengers" und "Meant to Be"
- Planetary Overload Part 1: Loss von United Progressive Fraternity (2019) – Hintergrundgesang
- Get the Money von Taylor Hawkins and the Coattail Riders (2019) – auf "Crossed the Line"[2]
- Acceleration Theory Part Two: Annihilation von In Continuum (2019) – Gesang
- A Prog Rock Christmas (2019) – Gesang auf "Run with the Fox"
- A Tribute to Keith Emerson & Greg Lake (2020) – Gesang auf "C'est la Vie"
- Love Is von Steve Howe (2020) – Hintergrundgesang, Bass
- On the Ending Earth... von Anyone (2020) – Bass auf "Thought I Was"
- Cov3r to Cov3r von Neal Morse, Mike Portnoy und Randy George (2020) – Gesang
- In These Crazy Times (The Isolation Mix) (2020) von John Lodge – Hintergrundgesang
- In Humanity von Anyone (2021) – Leadgesang auf "Misanthropist"
- Animals Reimagined – A Tribute to Pink Floyd (2021) – Gesang auf "Pigs on a Wing 2"[3]
- You Have It All von Lobate Scarp (2022) – Gesang auf "You Have It All"
- Songs We were Taught von Prog Collective (2022) – Leadgesang auf "The Sound of Silence"
- Seeking Peace von Prog Collective (2022) – Gesang auf "A Matter of Time"
- The Traveler von Dave Kerzner (2022) – Gesang auf "Feels Like Home"
- Days of Future Passed – My Sojourn (2023) von John Lodge – Gesang